# Kelly Massey
Kelly Massey (Coventry, 11 gennaio 1985) è una velocista britannica.

## Palmarès
| Anno                                  | Manifestazione          | Sede           | Evento      | Risultato  | Prestazione | Note |
| ------------------------------------- | ----------------------- | -------------- | ----------- | ---------- | ----------- | ---- |
| In rappresentanza della Gran Bretagna |                         |                |             |            |             |      |
| 2007                                  | Universiadi             | Bangkok        | 400 m piani | Semifinale | 54"01       |      |
| 2007                                  | Universiadi             | Bangkok        | 4×400 m     | Bronzo     | 3'33"70     |      |
| 2009                                  | Universiadi             | Shenzhen       | 400 m piani | Semifinale | 53"92       |      |
| 2009                                  | Universiadi             | Shenzhen       | 4×400 m     | Bronzo     | 3'33"09     |      |
| 2012                                  | Europei                 | Helsinki       | 400 m piani | Batteria   | 54"44       |      |
| 2012                                  | Europei                 | Helsinki       | 4×400 m     | 4ª         | 3'26"20     |      |
| 2014                                  | Europei                 | Zurigo         | 4×400 m     | Bronzo     | 3'24"34     |      |
| 2015                                  | Europei indoor          | Praga          | 4×400 m     | Argento    | 3'31"79     |      |
| 2015                                  | World Relays            | Nassau         | 4×400 m     | Bronzo     | 3'26"38     |      |
| 2016                                  | Europei                 | Amsterdam      | 4×400 m     | Oro        | 3'25"05     |      |
| 2016                                  | Giochi olimpici         | Rio de Janeiro | 4×400 m     | Bronzo     | 3'25"88     |      |
| 2017                                  | World Relays            | Nassau         | 4×400 m     | 4ª         | 3'28"72     |      |
| In rappresentanza dell' Inghilterra   |                         |                |             |            |             |      |
| 2006                                  | Giochi del Commonwealth | Delhi          | 400 m piani | Semifinale | 53"24       |      |
| 2006                                  | Giochi del Commonwealth | Delhi          | 4×100 m     | Argento    | 3'29"51     |      |
| 2014                                  | Giochi del Commonwealth | Glasgow        | 400 m piani | 7ª         | 53"08       |      |
| 2014                                  | Giochi del Commonwealth | Glasgow        | 4×400 m     | Bronzo     | 3'27"24     |      |